# 鸡鸣岛
鸡鸣岛是位於中华人民共和国山東省荣成市港西镇的一個島嶼，也是荣成市唯一拥有常住居民的海岛，面积0.3平方公里。距大陆最近点1.8公里，地势东高西低，最高点海拔72.7m。岛南側有約400平方米的沙滩，西南有一個可以停泊漁船的小海湾，其余沿岸都是悬崖峭壁。
島上有一個叫作鸡鸣岛村的自然村。岛上居民大部分都居住在海草房里。岛上還有灯塔、国家海洋局在岛上设置的大地控制点标识。島上曾經驻守了海防部队的一个加强连，並且建有炮台和防空洞，1984年百万大裁军时部隊撤编，但是部隊營房留存。西端海岬還有一個教堂。